# Lamaceratops
Lamaceratops („Rohatá tvář mnicha (lámy)“) byl rod malého rohatého dinosaura z čeledi Bagaceratopidae, který žil asi před 75 miliony let (v období svrchní křídy) na území dnešního Mongolska. V současnosti se však jedná o pochybné vědecké jméno (nomen dubium), protože není jisté, zda fosilní materiál tohoto dinosaura nepatří ve skutečnosti rodu Bagaceratops.

## Historie
Fosilie lamaceratopse byly objeveny v lokalitě Chulsan v údolí Nemegt rusko-mongolskou vědeckou expedicí. Holotyp s označením PIN 4487/26 byl objeven v sedimentech souvrství Barun Gojot. V roce 2003 formálně popsal typový druh L. tereschenkoi ruský paleontolog V. R. Alifanov.

## Rozměry
Podle amerického paleontologa Thomase R. Holtze, Jr. měřil tento dinosaurus na délku asi necelé dva metry a vážil zhruba tolik, co dnešní vlk (řádově několik desítek kilogramů). Patřil tedy k býložravcům menších rozměrů. Na nosní části lebky měl pravděpodobně malý roh.